# Vrátno (železniční zastávka)
Vrátno je železniční zastávka a nákladiště, která se nachází severně od vesnice Vrátno v okrese Mělník, u silnice z Vrátna na Skramouš a Lobeč. Zastávka leží v km 4,408 neelektrizované jednokolejné trati Mladá Boleslav – Mělník mezi dopravnami Skalsko a Mšeno.

## Historie
Zastávka a nákladiště byla dána do provozu 23. října 1897 společně s celým úsekem trati z Dolního Cetna do Vrátna, 4. prosince téhož roku byl otevřen i úsek Mšeno – Vrátno. Původní název nádraží však byl Vrátno-Lobeč. Za německé okupace v letech 1939–1945 neslo nádraží dvojjazyčný název Wratno / Vrátno.

## Popis zastávky
Budova zastávky je jednopodlažní stavba se sedlovou střechou, půdorys objektu tvoří římskou číslici I. Mezi krajními křídly budovy je ve středu budovy krytý prostor nástupiště, nad ním pultová střecha nesená dřevěnými zdobně vyřezávanými konzolami. Prakticky shodná budova je v zastávce Sudoměř u Mladé Boleslavi na téže trati.
V zastávce a nákladišti jsou dvě koleje. Z traťové koleje č. 1 je dvěma výhybkami na obou zhlavích napojena manipulační kolej č. 3. Kolej č. 3 je z obou stran zajištěna výkolejkami. U hlavní koleje je na straně k budově vnější sypané nástupiště o délce 100 metrů, výška nástupní hrany je 200 mm nad temenem kolejnice. Přístup na nástupiště není bezbariérový. Cestujícím slouží přístřešek pod bývalou výpravní budovou (viz výše). Nástupiště je vybaveno osvětlením ovládaným fotobuňkou. Zastávka je z obou stran obklopena železničními přejezdy zabezpečenými výstražnými kříži: ve směru na Mšeno jde o přejezd P3043 (silnice III/25924 mezi vesnicemi Vrátno a Lobeč) v km 4,335, ve směru na Skalsko se pak nachází přejezd P3044 (polní cesta) v km 4,567. Zastávka není obsazena žádnými zaměstnanci.